# Uluguru-Waldspitzmaus

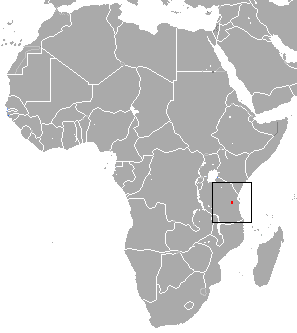
Verbreitungsgebiet der Uluguru-Waldspitzmaus

Die Uluguru-Waldspitzmaus (Myosorex geata) ist ein im östlichen Tansania verbreitetes Säugetier in der Familie der Spitzmäuse. Die Art wurde ursprünglich zur Gattung Weißzahnspitzmäuse gerechnet.

## Merkmale
Erwachsene Exemplare sind ohne Schwanz 68 bis 75 mm lang, die Schwanzlänge liegt bei 40 bis 43 mm und das Gewicht variiert zwischen 7,5 und 10,5 g. Die Art hat 12 bis 14 mm lange Hinterfüße und 5 bis 9 mm lange Ohren. Die Haare des Fells der Oberseite sind an den Wurzeln grau, im mittleren Band goldgelb und an den Spitzen dunkelbraun, was ein dunkelbraunes Aussehen erzeugt. Auf der Unterseite fehlen die braunen Spitzen, was das Fell heller erscheinen lässt. Die braunen Vorder- und Hinterpfoten besitzen kurze Krallen. Bei der Uluguru-Waldspitzmaus ist der Schwanz unterseits nur leicht heller.

## Verbreitung und Lebensweise
Die Art bewohnt ein kleines Gebiet in den Uluguru-Bergen und hält sich zwischen 1500 und 2000 Meter Höhe auf. Sie lebt in Bergwäldern. Alle bis 2015 gefundenen Exemplare waren junge Erwachsene vor der Geschlechtsreife.

## Gefährdung
Verschiedene menschliche Aktivitäten beeinflussen den Bestand der Art negativ. Kampfhandlungen im Zusammenhang mit Stammeskonflikten finden in tieferen Lagen statt. Die IUCN listet die Uluguru-Waldspitzmaus als stark gefährdet (endangered) aufgrund des nur 643 km² großen Verbreitungsgebiets.